# Бутусово
Буту́сово (рос. Бутусово) — село у складі Ішимського району Тюменської області, Росія.
Населення — 356 осіб (2010, 472 у 2002).
Національний склад станом на 2002 рік:
- росіяни — 66 %